# كارنوصوريات
الكارنوصوريَّات هي مجموعةٌ ضخمةٌ من الديناصورات المُفترسة التي عاشت على وجه الأرض خلال الحقبتين الجوراسيَّة والطباشيريَّة. كانت هذه المجموعة تضم تشكيلةً مُنوَّعة من الثيروپودات العملاقة اللامُرتبطة مع بعضها ارتباطًا وثيقًا، لكنها الآن لا تضم سوى الألوصوريَّات وأقاربها الأشد وثوقًا. اكتشف العُلماء مؤخرًا كارنوصوراتٍ ضخمة جدًا تنتمي إلى فصيلة الكاركارودونتوصوريَّات من شاكلة: الجيگانوتوصور، والتيرانوتيتان، وهذه من بين أكبر أنواع الديناصورات اللاحمة المعروفة.
من أبرز المميزات الجسديَّة للكارنوصورات: عيناها الضخمة، وجماجمها الطويلة الضيِّقة، وأشكال قوائمها وأحواضها الفريدة، إذ أنَّ عظام أفخاذها أطول من عظام الساق (الظنبوب).
يُشتق اسم «كارنوصور» من اليونانيَّة، وهو يعني: السحالي اللاحمة (آكلة اللحوم). بلغت الكارنوصورات ذروة انتشارها وازدهارها خلال العصر الجوراسي حيث عاشت على افتراس أغلب أنواع الديناصورات العاشبة كما يُعتقد. كثيرٌ من الكارنوصورات كان يتمتَّع بأذرعٍ طويلة ملائمة لإمساك الطريدة، على العكس من التيرانوصوريَّات ذات الأذرع القصيرة عديمة الفائدة تقريبًا. كانت التيرانوصوريَّات تُصنَّف حتى مؤخرًا مع الكارنوصورات، لكن تحاليل الفروع الحيويَّة أظهرت أنَّ تصنيف جميع اللواحم الكبرى مع بعضها ضمن طائفة الكارنوصورات كان أمرًا خاطئًا، وأنَّ التيرانوصوريَّات تنتمي من حيث النسالة إلى فرع الصوريَّات مجوَّفة الذيل.
يُعتبر الألوصور الضعيف (Allosaurus fragilis) الكارنوصور النمطي، ولعلَّه ثاني أشهر الثيروپودات بعد التيرانوصور (على أنَّ الڤيلوسيراپتور يظهر بأنَّه مُنافسٌ جدّي على هذا المركز). تمتعت الألوصورات بأفكاك ضخمة ضيقة وأذرعٍ عضليَّة تنتهي بمخالب ضخمة، وقوائم ضخمة ذات أقدام بمخالب كبيرة.
كان هذا الفرع يضم أيضًا أنواعًا وفصائل أخرى من الديناصورات أزيلت كلها في الوقت الحالي، ومنها: الميگالوصور البكلندي (Megalosaurus bucklandii)، الذي يشك العلماء بوجوده أصلًا ويعتقد بعضهم أنَّ العينة الأولى كانت عبارة عن مجموعة مستحثات لأنواع مُختلفة، وقد أصبحت الآن عدَّة كارنوصورات تُصنَّف مع بعضها على أنها ميگالوصوريَّات. كذلك كان هُناك السپينوصور المصري (Spinosaurus aegypticus) الذي تبيَّن مدى فرادته مؤخرًا بين الثيروپودات الأفريقيَّة.
كما أظهرت الأبحاث الميدانيَّة التي أجرها أحد أساتذة جامعة شيكاغو وهو پول سيرانو أن هُناك الكثير من الثيروپودات الأفريقيَّة المُميَّزة وثيقة الصلة بكارنوصورات أمريكيَّة، منها الأفروڤيناتور الشبيه بالآلوصور. وتؤمن هذه الديناصورات حاليًّا فرصةً للعلماء كي يفهمو كيفية سيرورة عمليَّة النشوء والتطور في أفريقيا (مُقارنةً بأمريكا الشماليَّة) أثناء عمليَّة انفصال القارَّات عن بعضها البعض.

## النظاميات
تُشير تحاليل الفروع الحيويَّة (الكلاديسيات) إلى أنَّ الكارنوصورات هي تلك الديناصورات التيتانوراويَّة (صلبة الذيل) التي تتشارك بسلفٍ أقرب إلى الديناصور المُتفاوت ألوصور من الطيور المُعاصرة.

### التصنيف العلمي

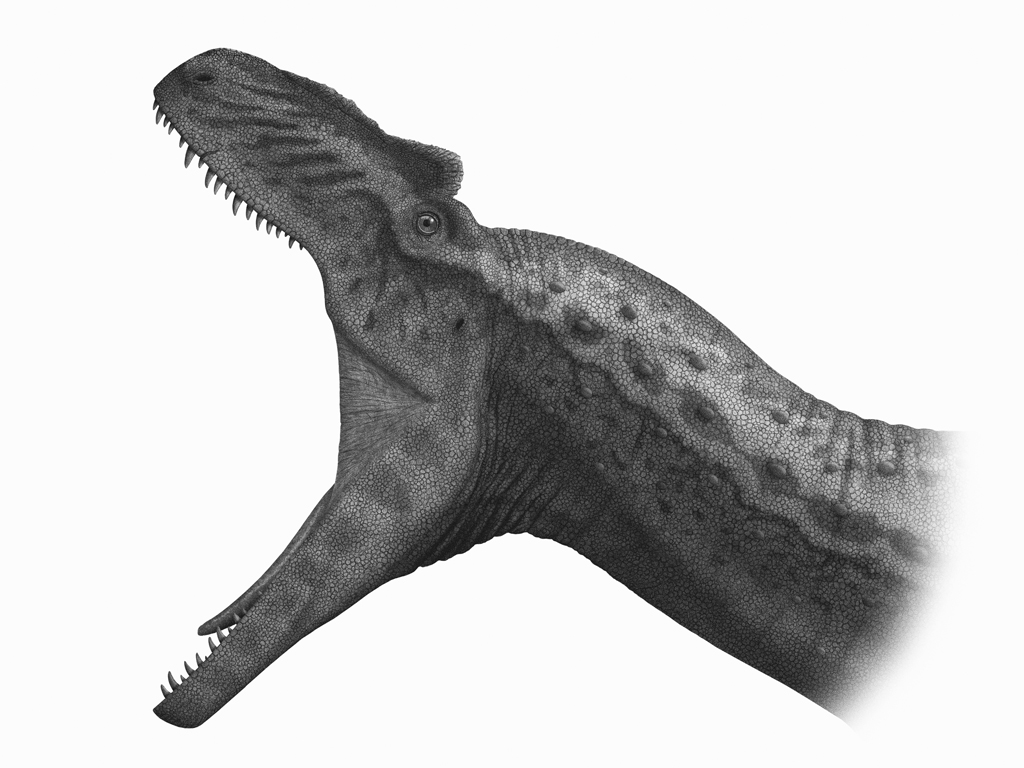
رسم لألوصور فاغر فمه.

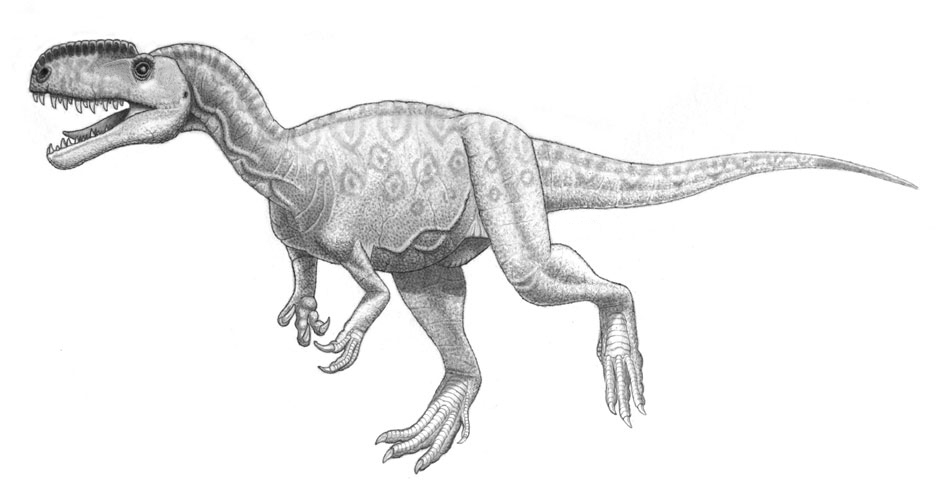
المونولوفوصور.

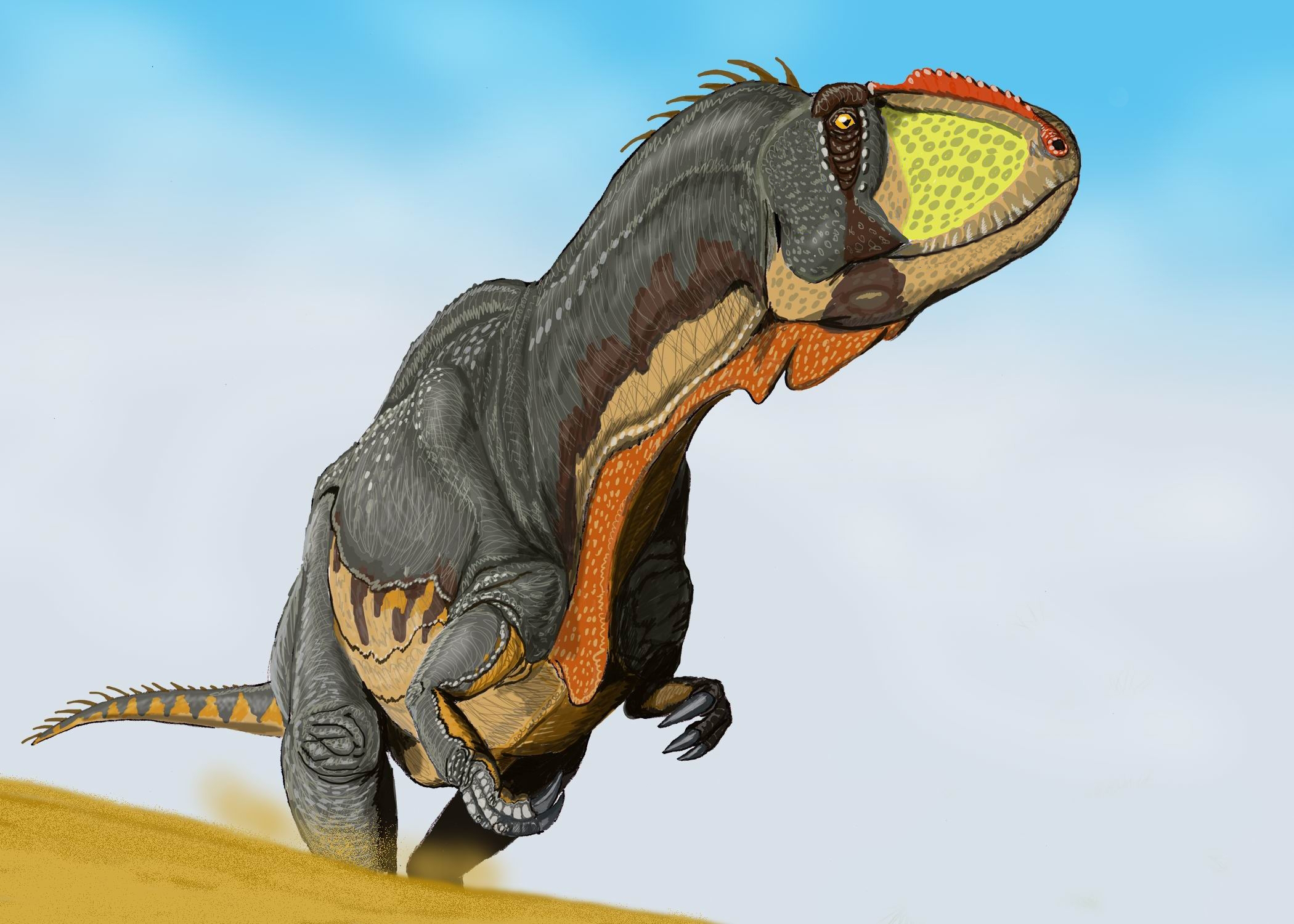
اليانگشوانوصور.

كان مُصطلح «كارنوصور» وجمعه «كارنوصورات» و«كارنوصوريَّات» يُطلق على جميع الثيروپودات اللاحمة في الماضي، لكن التحاليل التي أُجريت خلال عقديّ الثمانينيات والتسعينيات من القرن العشرين أظهرت أنَّ أعضاء هذه المجموعة تتشارك في خصائص قليلة جدًّا، وأنَّ ما يُفرِّقها يزيد عن مُجرَّد أحجامها المُتباينة، بل إنَّ ما يُفرِّقها أكثر مما يجمها، الأمر الذي يعني أنها مجموعة مُتعددة العرق. أعاد العلماء تصنيف أغلب الكارنوصورات السابقة بوصفها ثيروپپودات أكثر بدائيَّة، وبعضها الآخر وُضع ضمن فرع الصوريَّات مجوَّفة الذيل (الكويلوروصوريَّات) بعد أن تبيَّن أنه أكثر قربًا للطيور المُعاصرة، مثل التيرانوصوريَّات. من الكارنوصورات السابقة: الميگالوصوريَّات، والسپينوصوريَّات، والسيراتوصوريَّات، حتَّى أنَّ بعض الكائنات اللاديناصوريَّة اعتبرت كارنوصورات في بعض الأحيان، مثل التيراتوصورات.
- دون رُتيبة الكارنوصوريَّات
  - بيكليسپيناكس
  - إيركتوپوس
  - گاسوصور
  - فيلق الألوصوريَّات
    - فصيلة المترياكانثوصوريَّات
    - فرع الألوصوريَّة
      - فصيلة الألوصورات
      - فرع الكاركارودونتوصوريَّة
        - فصيلة الكاركارودونتوصوريَّات
        - فصيلة النيوڤيناتوريَّات

### النسالة
كان فرع الألوصوريَّة قد اقتُرح ليكون فرعًا حيويًا مُستقلاً من قبل العالم الكندي فيليپ جون كوري، وفي وقتٍ لاحق جعله عالم الأحياء القديمة پول سيرينو فرعًا غير مُحدد التصنيف، وكان أوَّل من عرَّف الألوصوريَّات تعريفًا مُستندًا إلى جذعيَّة الفرع الحيوي، قائلاً أنَّ الأخير يتكوَّن من جميع الديناصورات التيتانوراويَّة الحديثة الأكثر قربًا إلى الألوصور من الطيور المُعاصرة. لجأ الپروفيسور كيڤن پاديان إلى تعريفٍ آخر فقال أنَّ الألوصوريَّة تتكون من الألوصور والسينراپتور، وأحدث أسلافها المُشتركة، وجميع الأنواع والفصائل المُتحدرة منها. اتبع عددٌ من العلماء هذا التعريف ومنهم: طوماس ريتشارد هولتز الابن، وفيليپ جون كوري، وكينيث كارپنتر، وغيرهم من الأساتذة ومعاونيهم. أشار بعض العُلماء إلى أنَّ تحليلاتهم أظهرت أنَّ موقع الكاركارودونتوصوريَّات، أقارب الألوصوريَّات والسينراپتوريَّات، غير مؤكد ضمن العرق الحيوي، وبالتالي فمن غير المؤكد إن كانت تنتمي إلى فرع الألوصوريَّة.
تتبع الشجرة التاريخعرقيَّة التالية التحاليل العلميَّة لهذا الفرع الحيوي من عام 2010:
|                     | الألوصور                                                                 |
|                     |                                                                          |
| الكاركارودونتوصورات | \| \| الكاركارودونتوصوريَّات \| \| \| \| \| \| النيوڤيناتوريَّات \| \| \| \| |
|                     | \| \| الكاركارودونتوصوريَّات \| \| \| \| \| \| النيوڤيناتوريَّات \| \| \| \| |
|                     | الكاركارودونتوصوريَّات                                                     |
|                     |                                                                          |
|                     | النيوڤيناتوريَّات                                                          |
|                     |                                                                          |

|  | الكاركارودونتوصوريَّات |
|  |                      |
|  | النيوڤيناتوريَّات      |
|  |                      |

|                     | الألوصور                                                                 |
|                     |                                                                          |
| الكاركارودونتوصورات | \| \| الكاركارودونتوصوريَّات \| \| \| \| \| \| النيوڤيناتوريَّات \| \| \| \| |
|                     | \| \| الكاركارودونتوصوريَّات \| \| \| \| \| \| النيوڤيناتوريَّات \| \| \| \| |
|                     | الكاركارودونتوصوريَّات                                                     |
|                     |                                                                          |
|                     | النيوڤيناتوريَّات                                                          |
|                     |                                                                          |

|  | الكاركارودونتوصوريَّات |
|  |                      |
|  | النيوڤيناتوريَّات      |
|  |                      |

## التأثيل
«الكارنوصور» هو اسم جنس عاميّ غير رسمي أطلقه العالم الألماني فريدريش ڤون هونيگين على هذه الفئة من الحيوانات في سنة 1929. يُعتقد بأنَّ الاسم نتيجة خطأ مطبعي؛ فلعلَّ ڤون هونيگين كان يعمل على تعيين بقايا صنف غير مُحدد من الكارنوصورات، وخلال إحدى مراحل طبع النص العلمي تمَّ تحريف النص بحيث جُعل ڤون هونيگين يبدو وكأنَّه يُنشأ إسمًا علميًّا جديدًا (كما قال عالم الأحياء القديمة الهاوي جورج أولشيڤسكي في رسالةٍ إلى قائمة الديناصورات البريديَّة في عام 1999). ما زال هذا الاسم غير موصوف وصفًا علميًا دقيقًا، ولمَّا يُستخدم على محمل الجد من قِبل العُلماء.